# Personnalités et organisations philatéliques et postales du Canada
Les personnalités et organisations philatéliques et postales du Canada. 

## Organismes nationaux
Postes Canada
Musée canadien de la poste
Archives postales canadiennes

## Dessinateurs et graveurs de timbres
Pierre-Yves Pelletier

## Autres personnalités philatéliques et postales
Le pilote québécois Roméo Vachon est un pionnier de l'aéropostale canadienne.

## Imprimeurs de timbres
La société Rawdon, Wright, Hatch & Edson a gravé et imprimé les premiers timbres de la province du Canada entre 1851 et 1859.
L'American Bank Note Company a gravé et imprimé les timbres de la province du Canada entre 1859 et 1864, puis sous le nom de la British American Bank Note Company et de la Canadian Bank Note Company jusqu'en 1923, cette dernière devenant ensuite une société privée canadienne.
Une autre société est Ashton-Potter Site officiel en anglais.

## Associations philatéliques
Société royale de philatélie du Canada Site officiel de la SRPC en anglais
British North America Philatelic Society Site officiel de la BNAPS en anglais
Société philatélique de Québec Site officiel
Société Philatélique des Forces Canadiennes Site officiel
Fédération Québécoise de Philatélie Site officiel
Société d'histoire postale du Québec Site officiel